# ŠK Crvena zvezda
ŠK Crvena zvezda, pełna nazwa Šahovski klub Crvena zvezda, Шаховски клуб Црвена звезда – serbski klub szachowy z Belgradu, dziesięciokrotny mistrz Jugosławii, sekcja Crvenej zvezdy.

## Historia
Sekcja została założona 27 kwietnia 1945 roku i była jednym ze współzałożycieli stowarzyszenia Crvena zvezda. Kierownikiem sekcji był Svetozar Gligorić. W latach 1946–1950 klub funkcjonował pod nazwą BUŠK Vidmar.
W sezonie 1946/1947 klub zadebiutował w mistrzostwach Jugosławii, zdobywając wówczas pierwsze miejsce. W 1947 roku uzyskano wicemistrzostwo, a w roku 1948 drugi tytuł. Sezon 1949 zakończono na drugim miejscu, a rok później zdobyto trzecie mistrzostwo. W 1956 roku zespół zdobył drugie miejsce, a dwa lata później spadł z ligi. Po powrocie do pierwszej ligi, w latach 1963 i 1965–1966 Crvena zvezda kończyła sezon na drugim miejscu. W latach 1967–1968 klub zdobywał tytuły mistrzowskie, a w 1969 roku – wicemistrzostwo. W 1970 roku ponownie uzyskano mistrzostwo, następnie przez dwa sezony drugie miejsce, a przez kolejne dwa – trzecie. Lata 1975–1977 szachiści Crvenej zvezdy ponownie kończyli na pierwszym miejscu. W 1978 roku zespół zadebiutował w Pucharze Europy, pokonując w drugiej rundzie SG Biel, a następnie odpadając w ćwierćfinale z Volmakiem Rotterdam. W 1979 roku klub spadł z najwyższej jugosłowiańskiej klasy rozgrywkowej. Wrócił do niej w roku 1981 i zdobył wówczas mistrzostwo. Później nastąpiła seria słabszych rezultatów. W 1983 roku w Pucharze Europy Crvena zvezda pokonała SSK Helsinki i odpadła w drugiej rundzie z Budapesti Spartacus SC. W 1991 roku zespół zajął trzecie miejsce w mistrzostwach kraju. Po 1993 roku wycofał się z rozgrywek.
Klub powrócił na najwyższy poziom rozgrywkowy w 2012 roku, kwalifikując się do Prvej ligi Srbije. Zespół zajął wówczas przedostatnie miejsce i spadł z ligi. W 2014 roku Crvena zvezda powróciła do Prvej ligi i ukończyła sezon na szóstym miejscu. W 2016 roku, po 32 latach przerwy, zespół powrócił do rozgrywek o Puchar Europy. Crvena zvezda wygrała wówczas cztery mecze, zremisowała jeden i przegrała dwa, zajmując siedemnaste miejsce w rozgrywkach. Rok później zespół spadł z Prvej ligi. W 2020 roku zespół powrócił na jeden rok do Prvej ligi, jednak ponownie spadł. Identyczna sytuacja miała miejsce w 2023 roku.

## Arcymistrzowie w historii klubu
| - Boško Abramović - Dejan Antić - Goran Čabrilo - Josif Dorfman - Stefan Đurić - Serhij Fedorczuk - Kirił Georgiew - Svetozar Gligorić - Borislav Ivkov - Michaił M. Iwanow - Dragoljub Janošević | - Milorad Knežević - Wasilios Kotronias - Ljubomir Ljubojević - Władimir Małachow - Wołodymyr Małaniuk - Slobodan Martinović - Aleksandar Matanović - Mihajlo Stojanović - Aleksa Striković - Goran M. Todorović - Dragoljub Velimirović |